# Can Genís (Blanes)
Can Genís és una casa de Blanes (Selva) protegida com a Bé Cultural d'Interès Local.

## Descripció
La casa Genís és un habitatge entre mitgeres que consta de planta baixa i pis. La coberta és plana i està rematada a la façana per una balustrada que sobresurt i se sustenta sobre mènsules. La distribució de les obertures és simètrica. Arran de carrer trobem la porta d'accés i a cada costat una finestra. Al pis hi ha un balcó corregut amb barana de ferro. Les portes balconeres presenten una decoració a la part superior.